# ابن الجزري
محمد بن محمد بن محمد بن علي بن يوسف الشمس، العمري، الدمشقي ثم الشيرازي، الشافعي، المُقرئ، كُنيته أبو الخير، ويُعرف بابن الجَزَرِي. (751 - 833 هـ) شيخ شيوخ القرّاء الإمام الحافظ الشافعي وسند المقرئين، صاحب التصانيف التي لم يسبق مثلها، بلغ الذروة في علوم التجويد وفنون القراءات، حتى صار فيها الإمام. ولم يكن ابن الجزري عالماً في التجويد والقراءات فحسب بل كان عالماً في شتى العلوم من تفسير وحديث وفقه وأصول وتوحيد وبلاغة ونحو وصرف ولغة وغيرها. وسافر لنشر العلمِ إلى أنطاكيا ثم بُورْصَة في تركيا، ولما قامَت الفتنةُ التيموريَّة في بلاد الروم رحل إلى بلاد ما وراء النَّهر، ثم إلى شيراز في إيران، وتعلَّم على يديه خلقٌ كثيرون.

## نسبه
هو محمد بن محمد بن محمد بن علي بن يوسف الجزري الدمشقي العمري الشيرازي الشافعي، وكنيته أبو الخير. عُرِفَ بـ«ابن الجزري»، ونسب إلى الجزري كما أتى في المنح الفكرية للشيخ ملا علي القاري، نسبة إلى جزيرة ابن عمر شمال سورية (حالياً في تركيا)، كذا ذكره ابن المصنف وتبعه من بعده في إجماله، وفي القاموس: بلد شمال الموصل يحيط به دجلة مثل الهلال، والمراد بابن عمر الذي نُسب إليه هو عبد العزيز بن عمر وهو رجل من أهل برقعيد من عمل الموصل، بناها فنُسبت إليه، نص على ذلك أبو الوليد بن الشحنة الحنفي، في تاريخه «روضة المناظر في علم الأوائل والأواخر» فليس بصحابي كما توهمه بعضهم. وورد في كتاب الفوائد التجويدية في شرح المقدمة الجزرية، نسبة إلى جزيرة ابن عمر بن الخطاب الثعلبي حوالي عام 961م، وكانت ميناء أرمينية.

## مولده ونشأته
ولد يوم الجمعة ليلة السبت 25 رمضان سنة 751 هـ الموافق 30 نوفمبر 1350م داخل خط القصاعين بين السورين بدمشق الشام كان أبوه تاجراً ومكث أربعين سنة لم يرزق ولداً، فحج وشرب من ماء زمزم، وسأل الله أن يرزقه ولداً عالماً، فولد له ابنه محمد هذا بعد صلاة التراويح. نشأ في دمشق الشام، وفيها حفظ القرآن وأكمله وهو ابن ثلاثة عشر عاماً، وصلى به وهو ابن أربعة عشر. كان صاحب ثراء ومال، وبياض وحمرة، فصيحاً بليغاً. اتجهت نفسه إلى علوم القراءات فتلقاها عن جهابذة عصره، من علماء الشام ومصر والحجاز إفراداً وجمعاً بمضمن كتب كثيرة، كالشاطبية والتيسير والكافي والعنوان والإعلان والمستنير والتذكرة والتجريد وغيرها من أمهات الكتب وأصول المراجع.

## شيوخه

### من دمشق
- أبو محمد عبد الوهاب بن السلار.
- أحمد بن إبراهيم الطحان.
- أبو المعالي محمد بن أحمد اللبان.
- أحمد بن رجب.
- أبو يوسف أحمد بن الحسين الكفري الحنفي.
- أبو الفداء إسماعيل بن كثير صاحب التفسير المعروف، وهو أول من أجاز له بالإفتاء والتدريس سنة 774 هـ.

### من مصر
- أبو بكر عبد الله بن الجندي.
- أبو عبد الله محمد بن الصائغ.
- أبو محمد عبد الرحمن بن البغدادي.
- عبد الوهاب القروي.
- ضياء الدين سعد الله القزويني، وأذن له بالإفتاء سنة 778 هـ.
- صلاح الدين محمد بن إبراهيم بن عبد الله المقدسي الحنبلي.
- البلقيني سنة 785 هـ.

### من المدينة المنورة
- أبو عبد الله محمد بن صالح الخطيب الأنصاري، الإمام ومعلم في الحرم المدني.

## سلوكه للتصوف
يقول ابن الجزري عن نفسه: "وأما لبس الخرقة واتصالها بأمير المؤمنين علي كرم الله وجهه فإني لبستها من جماعة ووصلت إلي منه من طرق رجاء أن أكون في زمرة محبيه وجملة مواليه يوم القيامة". فمن ذلك أني لبست الخرقة المتبركة من يد شيخي وأستاذي الشيخ الصالح المسند المعمر أبي حفص عمر بن الحسن بن مزيد بن أميلة المراغي ثم الحلبي ثم المزي في يوم الثلاثاء ثاني عشر شوال سنة اثنتين وسبعين وسبعمئة وأخبرني أنه لبسها من يد شيخه الإمام العلامة الزاهد العارف العابد الناسك خطيب الخطباء عز الدين أبي العباس أحمد بن الشيخ الإمام الصالح الزاهد محيي الدين إبراهيم بن عمر بن الفرج بن أحمد بن شابور الواسطي الفاروبي شيخ القراءات والتفسير والتصوف في سنة تسعين وستمئة والشيخ عز الدين المذكور في خرقة التصوف ثلاث طرق: أحمدية وقادرية وسهروردية».

## من مناصبه
جلس للإقراء تحت قبة النسر بالجامع الأموي للتعليم والإقراء سنين عديدة، وولّي مشيخة الإقراء الكبرى بتربة أم الصالح بعد وفاة شيخه أبي محمد عبد الوهّاب السلار، وولٌي قضاء دمشق عام 793 هـ، وكذا ولّي القضاء بشيراز، وبنى بكل منهما للقراء مدرسة ونشر علماً جماً، سماهما بدار القرآن. ولُي مشيخة الإقراء بالعادلية، ثم مشيخة دار الحديث الأشرفية. وولّي مشيخة الصلاحية ببيت المقدس وقتاً.

## تلامذته
أخذ عنه القراءات طوائف لا يحصون كثرة وعدداً، منهم من قرأ بمضمن كتاب واحد، ومنهم من قرأ بمضمن أكثر من كتاب، فممن كمل عليه القراءات العشر:
- زين الدين الزبيدي.
- ابنه أبو بكر أحمد الذي شرح طيبة النشر.
- محمود بن الحسين بن سليمان الشيرازي.
- أبو بكر بن مصبح الحموي.
- نجيب الدين عبد الله بن قطب بن الحسن البيهقي.
- أحمد بن محمود بن أحمد الحجازي الضرير.
- المحب محمد بن أحمد بن الهايم.
- الخطيب مؤمن بن علي بن محمد الرومي.
- يوسف بن أحمد بن يوسف الحبشي.
- علي بن إبراهيم بن أحمد الصالحي.
- علي بن حسين بن علي اليزدي.
- موسى الكردي.
- علي بن محمد بن علي بن نفيس.
- أحمد بن إبراهيم الرماني.
- عثمان بن عمر بن أبي بكر بن علي الناشري الزبيدي العدناني من علماء زبيد اليمن عام 828 هـ، شارح الدرة المضية في القراءات الثلاث.

## فصل من حياته
قال الحافظ ابن حجر: ثم جرت له كائنة مع قطلبك استادار أيتمش، ففرَّ منه إلى بلاد الروم، فاتصل بالملك أبي يزيد بن عثمان، فأكرمه وعظمه، وأقام عنده بضع سنين، إلى أن وقعت الكائنة العظمى التي قتل فيها ابن عثمان (السلطان بايزيد الأول)، فاتصل ابن الجزري بالأمير تيمور، ودخل معه بلاد العجم ). وبعد موت الأمير تيمور سنة 807 هـ ، خرج من بلاد ما وراء النهر، فوصل إلى خراسان ودخل مدينة هراة، ثم وصل إلى يزد ثم إلى أصبهان فقرأ عليه للعشرة في هذه المدن جماعة منهم من أكمل ومنهم من لم يكملوا، وتوجه إلى شيراز سنة 808 هـ ، فأمسكه سلطانها، فقرأ عليه جماعة بها وانتفعوا به، وأُلزم بالقضاء كُرهاً، فقام به مدة طويلة. ثم تمكن من الخروج منها إلى البصرة فقرأ عليه أبو الحسن الأصبهاني، ثم توجَّه للحج سنة 822 هـ، هو مع المولى معين الدين بن عبد الله قاضي كازرون فوصلا إلى قرية عنيزة بنجد ثم توجها منها لأداء الفريضة فلم يتمكنا من الحج في هذه السنة، لاعتراض الأعراب ـ قطاع الطريق ـ لهما، ثم حجَّا في التي تليها، وجاور بمكة والمدينة، ثم رجع إلى شيراز. وفي سنة 827 هـ قدم دمشق، ثم القاهرة وأقرأ وحدَّث، ثم رحل إلى مكة فاليمن تاجراً، وحدث بها، ووصله ملكُها، فعاد ببضائع كثيرةٍ، وحجَّ سنة 828 هـ، ثم دخل القاهرة في أول سنة 829 هـ فمكث بها مدة ثم توجه إلى الشام، ثم إلى شيراز عن طريق البصرة.

## مؤلفاته

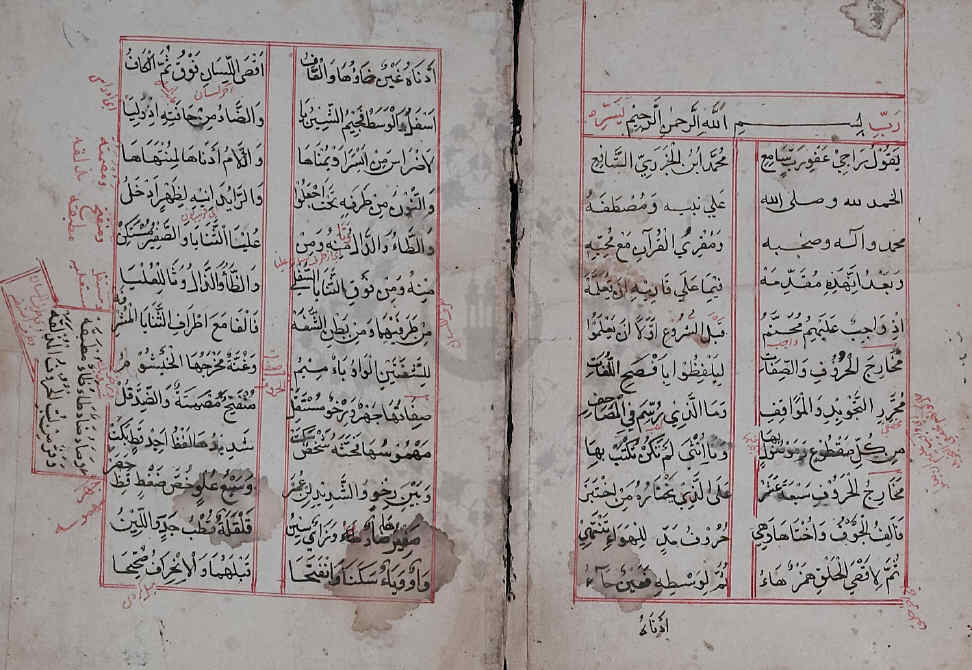
نسخة مخطوطة من «الجزرية»

كان غزير الإنتاج في ميدان التأليف، في أكثر من علم من العلوم الإسلامية، وإن كان علم القراءات هو العلم الذي اشتهر به، وغلب عليه. ويعكس تنوع موضوعات مؤلفاته تنوع عناصر ثقافته، إلى جانب كتب القراءات وعلوم القرآن، كتباً في الحديث ومصطلحه، والفقه وأصوله، والتأريخ والمناقب، وعلوم العربية، وغير ذلك، تجاوز عدد مصنفاته التسعين كتاباً، منها:

### كتب القراءات والتجويد
| - تحبير التيسير في القراءات العشر، مطبوع. - تقريب النشر في القراءات العشر، مطبوع. - التمهيد في علم التجويد، مطبوع. - طيبة النشر في القراءات العشر، مطبوع. - المقدمة فيما على قارئ القرآن أن يعلمه، المشهورة بالمقدمة الجزرية، مطبوع. - منجد المقرئين ومرشد الطالبين، مطبوع. - النشر في القراءات العشر، مطبوع - إتحاف المهرة في تتمة العشرة. - أصول القراءات. - إعانة المهرة في الزيادة على العشرة. - الإعلام في أحكام الإدغام، شرح في أرجوزة أحمد المقري. - الألغاز الجزرية، وهي أرجوزة ضمنها أربعين مسألة من المسائل المشكلة في القرآن. - الاهتداء إلى معرفة الوقف والابتدا. - تحفة الإخوان في الخلف بين الشاطبية والعنوان. | - التذكار في رواية أبان بن يزيد العطار. - التقييد في الخلف بين الشاطبية والتجريد. - التوجيهات في أصول القراءات. - جامع الأسانيد في القراءات. - الدرة المعنية في قراءات الأئمة الثلاثة المرضية. - رسالة في الوقف على الهمز لحمزة وهشام. - العقد الثمين في ألغاز القرآن المبين، شرح لقصيدته المسماة الألغاز الجزرية. - غاية المهرة في الزيادة على العشرة. - الفوائد المجمعة في زوائد الكتب الأربعة. - نهاية البررة فيما زاد على العشرة، نظم في قراءة ابن محيصن والأعمش والحسن البصري. - هداية البررة في تتمة العشرة. - هداية المهرة في ذكر الأءمة العشرة المشتهرة. - البيان في خط عثمان. |

### كتب الحديث وعلومه
| - الأربعون حديثاً. - الأولية في أحاديث الأولية. - البداية في علوم الرواية. - تذكرة العلماء في أصول الحديث، مختصر جعله بداية لمنظومته المسماة بالهداية إلى معالم الرواية. - التوضيح في شرح المصابيح، في ثلاث مجلدات، وهو شرح مصابيح السنة للبغوي. - جنو الحصن الحصين، مختصر كتابه الحصن الحصين. - الحصن الحصين من كلام سيد المرسلين، في الأذكار والدعوات. | - عدة الحصن الحصين، مختصر آخر للحصن الحصين. - عقد اللآلي في الأحاديث المسلسلة العوالي. - القصد الأحمد في رجال مسند أحمد. - المسند الأحمد فيما يتعلق بمسند أحمد. - المصعد الأحمد في ختم مسند أحمد. - مفتاح الحصن الحصين، وهوشرح للحصن الحصين. - مقدمة علوم الحديث. - الهداية في علم الرواية. |

### كتب التاريخ والفضائل والمناقب
| - الإجلاء والتعظيم في مقام إبراهيم. - أسنى المطالب في مناقب علي بن أبي طالب. - مناقب الأسد الغالب مُمزق الكتائب، ومُظهر العجائب ليث بن غالب، أمير المؤمنين أبي الحسن علي بن أبي طالب. - التعريف بالمولد الشريف. - عرف التعريف بالمولد الشريف، وهو مختصر كتابه «التعريف». - ذات الشفا في سيرة المصطفى ومن بعد من الخلفا. | - ذيل طبقات القراء للذهبي. - الرسالة البيانية في حق أبوي النبي. - غاية النهاية في أسماء رجال القراءات، وهو مختصر من كتاب طبقات القراء الكبير للمؤلف. - فضل حراء. - مختصر تاريخ الإسلام للذهبي. - مشيخة الجنيد بن أحمد البلياني، من تخريج ابن الجزري. - نهاية الدرايات في أسماء رجال القراءات، وهو طبقات القراء الكبير. |

### كتب أخرى
| - الإبانة في العمرة من الجعرانة. - أحاسن المنن. - الإصابة في لوازم الكتابة. - الاعتراض المبدي لوهم. - التاج الندي. - التكريم في العمرة من التنعيم. - تكملة ذيل التقييد لمعرفة رواة السنن والأسانيد. - الجوهرة في النحو. - حاشية على الإيضاح في المعاني والبيان لجلال الدين القزويني. - الذيل على مرآة الزمان للنوي. - الزهر الفائح في ذكر من تنزه عن الذنوب والقبائح، وهي رسالة في الحث على الفضيلة. | - شرح منهاج الأصول. - عوالي القاضي أبي نصر. - غاية المنى في زيارة منى. - فضائل القرآن. - كفاية الألمعي في آية «يا أرض ابلعي». - مختار النصيحة بالأدلة الصحيحة. - منظومة في الفلك. - منظومة في لغز. - المولد الكبير، وهو في سيرة النبي. - وظيفة مسنونة. |

## وفاته
توفي ضحوة يوم الجمعة 5 ربيع الأول سنة 833 هـ بمنزله بسوق الإسكافيين بمدينة شيراز. ودفن بدار القرآن التي أنشأها بها عن عمر يناهز 82 سنة.

## روابط خارجية
- مكتبة صيد الفوائد - قسم ابن الجزري